# Campeonato Maranhense 1980
In 1980 werd het 61ste Campeonato Maranhense gespeeld voor voetbalclubs uit Braziliaanse staat Maranhão. De competitie werd georganiseerd door de FMF en werd gespeeld van 10 augustus tot 30 november. Sampaio Corrêa werd kampioen. 

## Eerste toernooi

### Eerste fase

#### Groep A
| Plaats | Club           | Wed. | W | G | V | Saldo | Ptn. |
| ------ | -------------- | ---- | - | - | - | ----- | ---- |
| 1.     | Moto Club      | 6    | 5 | 1 | 0 | 15:3  | 11   |
| 2.     | Sampaio Corrêa | 6    | 2 | 3 | 1 | 14:4  | 7    |
| 3.     | Expressinho    | 6    | 1 | 5 | 0 | 6:5   | 7    |
| 4.     | Maranhão       | 6    | 3 | 0 | 3 | 12:4  | 6    |
| 5.     | Vitória do Mar | 6    | 0 | 4 | 2 | 3:7   | 4    |
| 6.     | São José       | 6    | 1 | 2 | 3 | 5:27  | 4    |
| 7.     | Boa Vontade    | 6    | 0 | 3 | 3 | 3:8   | 3    |

|  | Geplaatst voor tweede fase |

#### Groep B
| Plaats | Club       | Wed. | W | G | V | Saldo | Ptn. |
| ------ | ---------- | ---- | - | - | - | ----- | ---- |
| 1.     | Imperatriz | 4    | 2 | 1 | 1 | 4:3   | 5    |
| 2.     | Tocantins  | 4    | 1 | 2 | 1 | 6:6   | 4    |
| 3.     | Ajax       | 4    | 1 | 1 | 2 | 4:5   | 3    |

|  | Geplaatst voor tweede fase |

### Tweede fase
| Plaats | Club           | Wed. | W | G | V | Saldo | Ptn. |
| ------ | -------------- | ---- | - | - | - | ----- | ---- |
| 1.     | Moto Club      | 3    | 2 | 1 | 0 | 6:1   | 5    |
| 2.     | Sampaio Corrêa | 3    | 1 | 1 | 1 | 7:5   | 3    |
| 3.     | Expressinho    | 3    | 0 | 3 | 0 | 3:3   | 3    |
| 4.     | Imperatriz     | 3    | 0 | 1 | 2 | 2:9   | 1    |

|  | Geplaatst voor finaleronde |

## Tweede toernooi

### Groep C
| Plaats | Club           | Wed. | W | G | V | Saldo | Ptn. |
| ------ | -------------- | ---- | - | - | - | ----- | ---- |
| 1.     | Sampaio Corrêa | 9    | 7 | 2 | 0 | 21:2  | 16   |
| 2.     | Moto Club      | 9    | 6 | 2 | 1 | 12:4  | 14   |
| 3.     | Tocantins      | 9    | 4 | 2 | 3 | 13:9  | 10   |
| 4.     | Boa Vontade    | 9    | 3 | 2 | 4 | 5:16  | 8    |
| 5.     | Imperatriz     | 9    | 3 | 1 | 5 | 10:8  | 7    |

|  | Geplaatst voor finale |

### Groep D
| Plaats | Club           | Wed. | W | G | V | Saldo | Ptn. |
| ------ | -------------- | ---- | - | - | - | ----- | ---- |
| 1.     | Maranhão       | 9    | 7 | 2 | 0 | 17:4  | 16   |
| 2.     | São José       | 9    | 2 | 3 | 4 | 5:10  | 7    |
| 3.     | Expressinho    | 9    | 1 | 3 | 5 | 4:10  | 5    |
| 4.     | Ajax           | 9    | 1 | 2 | 6 | 5:17  | 4    |
| 5.     | Vitória do Mar | 9    | 1 | 1 | 7 | 6:18  | 3    |

|  | Geplaatst voor finale |

### Finale
|                    |                |       |          |  |
| 15 november Finale | Sampaio Corrêa | 0 – 1 | Maranhão |  |
| 15 november Finale |                |       |          |  |

## Totaalstand
| Plaats | Club           | Wed. | W  | G  | V | Saldo | Ptn. |
| ------ | -------------- | ---- | -- | -- | - | ----- | ---- |
| 1.     | Moto Club      | 18   | 13 | 4  | 1 | 33:8  | 30   |
| 2.     | Sampaio Corrêa | 19   | 10 | 6  | 3 | 42:12 | 26   |
| 3.     | Maranhão       | 16   | 11 | 2  | 3 | 30:8  | 24   |
| 4.     | Expressinho    | 18   | 2  | 11 | 5 | 13:18 | 15   |
| 5.     | Tocantins      | 13   | 5  | 4  | 4 | 19:15 | 14   |
| 6.     | Imperatriz     | 16   | 5  | 3  | 8 | 16:20 | 13   |
| 7.     | Boa Vontade    | 15   | 3  | 5  | 7 | 8:24  | 11   |
| 8.     | São José       | 15   | 3  | 5  | 7 | 10:37 | 11   |
| 9.     | Ajax           | 13   | 2  | 3  | 8 | 9:22  | 7    |
| 10.    | Vitória do Mar | 15   | 1  | 5  | 9 | 9:25  | 7    |

|  | Geplaatst voor derde toernooi |

## Derde toernooi

### Groep E
| Plaats | Club           | Wed. | W | G | V | Saldo | Ptn. |
| ------ | -------------- | ---- | - | - | - | ----- | ---- |
| 1.     | Sampaio Corrêa | 2    | 1 | 1 | 0 | 6:2   | 3    |
| 2.     | Expressinho    | 2    | 0 | 2 | 0 | 2:2   | 2    |
| 3.     | Imperatriz     | 2    | 0 | 1 | 1 | 2:6   | 1    |

|  | Geplaatst voor finale |

### Groep F
| Plaats | Club      | Wed. | W | G | V | Saldo | Ptn. |
| ------ | --------- | ---- | - | - | - | ----- | ---- |
| 1.     | Moto Club | 2    | 1 | 0 | 1 | 3:2   | 2    |
| 2.     | Maranhão  | 2    | 1 | 0 | 1 | 2:1   | 2    |
| 3.     | Tocantins | 2    | 1 | 0 | 1 | 1:3   | 2    |

|  | Geplaatst voor finale |

### Finale
|                    |                |       |           |  |
| 26 november Finale | Sampaio Corrêa | 1 – 0 | Moto Club |  |
| 26 november Finale |                |       |           |  |

## Finaleronde
| Plaats | Club           | Wed. | W | G | V | Saldo | Ptn. |
| ------ | -------------- | ---- | - | - | - | ----- | ---- |
| 1.     | Sampaio Corrêa | 2    | 1 | 1 | 0 | 2:1   | 3    |
| 2.     | Maranhão       | 2    | 1 | 0 | 1 | 1:1   | 2    |
| 3.     | Moto Club      | 2    | 0 | 1 | 1 | 1:2   | 1    |

|  | Kampioen |

### Kampioen
| Campeonato Maranhense de 1980       |
| Maranhão                            |
| ----------------------------------- |
| SAMPAIO CORRÊA Kampioen (16° titel) |